# Salvatore Sirigu
Salvatore Sirigu (Nuoro, Sardinië, 12 januari 1987) is een Italiaans voetballer die speelt als doelman. In 2017 verruilde hij Paris Saint-Germain transfervrij voor Torino. Sinds het seizoen 2021 speelt hij voor Genoa CFC. Sirigu debuteerde in 2010 in het Italiaans voetbalelftal.

## Clubcarrière

### Palermo
Hij werd opgenomen in de jeugdopleiding van SSC Venezia, die hij in 2005 verruilde voor die van US Palermo. Hiervoor speelde hij in het seizoen 2006/07 zijn eerste wedstrijden in het betaald voetbal, in de Coppa Italia (tegen UC Sampdoria) en in de UEFA Cup (tegen Fenerbahçe). Palermo verhuurde Sirigu om ervaring op te laten doen in 2007 aan Cremonese, op dat moment actief in de Serie C1. Tijdens het seizoen 2008/09 volgde een verhuur aan Ancona, spelend in de Serie B. Sirigu werd in het seizoen 2009/10 bij Palermo doelman achter de nieuw aangetrokken Rubinho. Na een reeks tegenvallende prestaties van Rubinho gaf coach Walter Zenga Sirigu een basisplaats uit tegen SS Lazio. Die dag debuteerde hij in de Serie A met een 1–1 gelijkspel. In de wedstrijden die volgden verkoos Zenga Sirigu steeds boven Rubinho, die in januari werd verhuurd aan Livorno.

### Paris Saint-Germain
Sirigu verruilde Palermo in 2011 voor Paris Saint-Germain. Dat werd in 2011 eigendom van Qatar Sports Investments. In de jaren die volgden kocht Paris Saint-Germain voor honderden miljoenen euro's een team bij elkaar met onder anderen Thiago Motta, Thiago Silva, Marco Verratti, Lucas Moura, Javier Pastore, Zlatan Ibrahimović, Ezequiel Lavezzi en Edinson Cavani. Samen met hen domineerde Sirigu in de daaropvolgende seizoenen de Franse competitie, met opeenvolgende landskampioenschappen en Super Cups en overwinningen in beide Franse bekertoernooien. Ook begon PSG een factor te worden in de UEFA Champions League, waarin Sirigu met zijn ploeggenoten in 2012/13, 2013/14 en 2014/15 drie keer achter elkaar de kwartfinale haalde.

### Torino
Na weinig succesvolle huurperiodes bij Sevilla en Osasuna keerde Sirigu in de zomer van 2017 terug in Italië, bij Torino. Vanaf zijn eerste seizoen bij Torino was hij meteen ook basisspeler. Hij was vier seizoenen lang de eerste keeper van Torino en kwam tot 152 wedstrijden voor de Turijnse club, waarin hij 42 keer de nul hield. Op 3 maart 2019 verbrak hij clubrecord van meeste minuten zonder tegengoal, dat eerst nog in handen was van Luciano Castellini (517 minuten). Sirigu hoefde uiteindelijk 598 minuten achter elkaar niet te vissen. In de zomer van 2021 werd het nog tot 2023 durende contract met wederzijdse toestemming verscheurd.

### Genoa
In de zomer van 2021 tekende hij een contract voor één seizoen bij Genoa, dat dat seizoen degradeerde naar de Serie B. Sirigu miste slechts één competitiewedstrijd dat seizoen.

### Napoli
Na het vertrek van David Ospina trok Napoli Sirigu aan als reservekeeper achter Alex Meret. Hij tekende een contract voor één seizoen met een optie voor nog een seizoen.

## Spelersstatistieken
| Seizoen         | Club                | Competitie       | Competitie | Competitie | Beker | Beker | Internationaal | Internationaal | Totaal | Totaal |
| Seizoen         | Club                | Competitie       | Wed.       | Dlp.       | Wed.  | Dlp.  | Wed.           | Dlp.           | Wed.   | Dlp.   |
| --------------- | ------------------- | ---------------- | ---------- | ---------- | ----- | ----- | -------------- | -------------- | ------ | ------ |
| 2006/07         | Palermo             | Serie A          | 0          | 0          | 1     | 0     | 1              | 0              | 2      | 0      |
| 2007/08         | → Cremonese         | Serie C1         | 23         | 0          | 0     | 0     | 0              | 0              | 23     | 0      |
| 2008/09         | → Ancona            | Serie B          | 15         | 0          | 0     | 0     | 0              | 0              | 15     | 0      |
| 2009/10         | Palermo             | Serie A          | 32         | 0          | 1     | 0     | 0              | 0              | 33     | 0      |
| 2010/11         | Palermo             | Serie A          | 37         | 0          | 5     | 0     | 3              | 0              | 45     | 0      |
| 2011/12         | Paris Saint-Germain | Ligue 1          | 38         | 0          | 2     | 0     | 1              | 0              | 41     | 0      |
| 2012/13         | Paris Saint-Germain | Ligue 1          | 33         | 0          | 0     | 0     | 10             | 0              | 43     | 0      |
| 2013/14         | Paris Saint-Germain | Ligue 1          | 37         | 0          | 2     | 0     | 10             | 0              | 49     | 0      |
| 2014/15         | Paris Saint-Germain | Ligue 1          | 34         | 0          | 11    | 0     | 0              | 0              | 45     | 0      |
| 2015/16         | Paris Saint-Germain | Ligue 1          | 3          | 0          | 9     | 0     | 0              | 0              | 12     | 0      |
| 2016/17         | → Sevilla           | Primera División | 2          | 0          | 1     | 0     | 0              | 0              | 3      | 0      |
| 2016/17         | → Osasuna           | Primera División | 18         | 0          | 0     | 0     | 0              | 0              | 18     | 0      |
| 2017/18         | Torino              | Serie A          | 37         | 0          | 1     | 0     | 0              | 0              | 38     | 0      |
| 2018/19         | Torino              | Serie A          | 36         | 0          | 2     | 0     | 0              | 0              | 38     | 0      |
| 2019/20         | Torino              | Serie A          | 36         | 0          | 2     | 0     | 6              | 0              | 44     | 0      |
| 2020/21         | Torino              | Serie A          | 32         | 0          | 0     | 0     | 0              | 0              | 32     | 0      |
| 2021/22         | Genoa               | Serie A          | 37         | 0          | 0     | 0     | 0              | 0              | 37     | 0      |
| 2022/23         | Napoli              | Serie A          | 0          | 0          | 0     | 0     | 0              | 0              | 0      | 0      |
| 2022/23         | Fiorentina          | Serie A          | 1          | 0          | 0     | 0     | 1              | 0              | 2      | 0      |
| 2023/24         | OGC Nice            | Ligue 1          | 0          | 0          | 0     | 0     | 0              | 0              | 0      | 0      |
| 2023/24         | Fatih Karagümrük    | Süper Lig        | 17         | 0          | 2     | 0     | 0              | 0              | 19     | 0      |
| Carrière totaal | Carrière totaal     | Carrière totaal  | 468        | 0          | 29    | 0     | 32             | 0              | 529    | 0      |

Bijgewerkt tot en met 14 augustus 2024.

## Interlandcarrière
In een vriendschappelijke interland tegen Ivoorkust (0–1) op 10 augustus 2010 maakte Sirigu zijn debuut in het Italiaans voetbalelftal. Sindsdien is hij een vaste waarde in de Italiaanse selectie, met name als reservedoelman achter Gianluigi Buffon. Op 23 mei 2016 werd hij opgenomen in de selectie voor het Europees kampioenschap voetbal 2016 in Frankrijk. Italië werd in de kwartfinale na strafschoppen uitgeschakeld door Duitsland. Hij werd ook opgenomen in de selectie voor het EK 2020.

## Erelijst
| Kampioen Ligue 1      | 4x | 2012/13, 2013/14, 2014/15, 2015/16 |
| Coupe de France       | 1x | 2015/16                            |
| Coupe de la Ligue     | 2x | 2013/14, 2015/16                   |
| Trophée des Champions | 3x | 2013, 2014, 2015                   |

| Competitie         | Winnaar | Winnaar | Runner-up | Runner-up | Derde  | Derde  |
| Competitie         | Aantal  | Jaren   | Aantal    | Jaren     | Aantal | Jaren  |
| Italië             | Italië  | Italië  | Italië    | Italië    | Italië | Italië |
| ------------------ | ------- | ------- | --------- | --------- | ------ | ------ |
| EK voetbal         | 1x      | 2020    | 1x        | 2012      |        |        |
| Confederations Cup |         |         |           |           | 1x     | 2013   |